# Vårgårda (comuna)
Vårgårda (em sueco: Vårgårda kommun) é uma comuna da Suécia localizada no condado da Västra Götaland. Sua capital é a cidade de Vårgårda. Possui 427 quilômetros quadrados e segundo censo de 2022, havia 12 268} habitantes.

## Localidades principais
Localidades com mais população da comuna (2020):

| # | Localidade |
| - | ---------- |
| 1 | Vårgårda   |
| 2 | Östadkulle |
| 3 | Horla      |

## Comunicações
A comuna de Vårgårda é atravessada pela estrada europeia E20 (Malmö-Gotemburgo-Vårgårda-Estocolmo), assim como pela linha do Oeste (Estocolmo-Vårgårda-Gotemburgo).  